# Konstantin Witaljewitsch Kutschajew
Konstantin Witaljewitsch Kutschajew (russisch Константин Витальевич Кучаев; engl. Transkription: Konstantin Vitalyevich Kuchayev; * 18. März 1998 in Rjasan) ist ein russischer Fußballspieler, der beim Erstligisten ZSKA Moskau unter Vertrag steht.

## Karriere

### Verein
Kutschajew begann mit dem Fußballspielen bei Rjasanski Rajon Rjasan und kam über OR-5 Jegorjewsk im Jahr 2015 in die Nachwuchsabteilung von ZSKA Moskau. Am 2. April 2017 (21. Spieltag) debütierte er beim 2:1-Heimsieg gegen Krylja Sowetow Samara für die Koni, als er in der 85. Spielminute für Alexander Golowin eingewechselt wurde. In dieser Saison 2016/17 bestritt er zwei Ligaspiele.
In der folgenden Spielzeit 2017/18 etablierte er sich als Rotationsspieler in der Mannschaft von Wiktar Hantscharenka. Am 6. Mai 2018 (29. Spieltag) zog er sich beim 6:0-Heimsieg gegen Arsenal Tula einen Kreuzbandriss zu, welcher ihn für sechs Monate zum Zusehen zwang. Bis dahin war er in 21 Ligaspielen zum Einsatz gekommen. Ende November 2018 gab er sein Comeback und nachdem er drei Ligaspiele bestritten hatte, fiel er erneut monatelang aufgrund einer Meniskusverletzung aus. Nachdem er die Vorbereitung zur Saison 2019/20 verletzungsfrei absolviert hatte, drang er zu Beginn dieser in die Startformation vor.
Im Januar 2022 wurde er dann leihweise an den Ligarivalen Rubin Kasan abgegeben.

### Nationalmannschaft
Von 2015 bis 2020 absolvierte Kutschajew insgesamt 28 Partien für diverse russische Jugendauswahlmannschaften und erzielte dabei drei Treffer. Am 12. November 2020 kam er dann zu seinem ersten Spiel für die A-Nationalmannschaft gegen Moldawien. Beim 0:0 in Chișinău wurde er direkt nach der Halbzeit für Aleksey Ionov eingewechselt.